# Begins ≠ Youth
Begins ≠ Youth (hangul: 비긴즈 유스), es una serie surcoreana que está inspirado en el Universo de BTS (BU). Los personajes son los alter ego de los siete miembros del grupo, protagonizada por Seo Ji-hoon, Noh Jong-hyun, Ahn Ji-ho, Seo Young-joo, Kim Yoon-woo, Jung Woo-jin, y  Jeon Jin-seo. Se estrenó en Xclusive el 30 de abril de 2024, todos los martes a las 16:00 horas (KST). 

## Sinopsis
Begins ≠ Youth expande la historia que los fanáticos han visto en los videos musicales de BTS y en el webtoon Save Me. La historia comienza cuando Kim Hwan conoce a los otros seis chicos. Aprende que cada uno está lidiando con sus propias luchas y juntos aprenden a superar sus mayores dificultades.

## Reparto
| Personajes principales | Personajes principales | Personajes principales |
| Actor                  | Personaje              | Notas |
| ---------------------- | ---------------------- | --- |
| Seo Ji-hoon            | Kim Hwan               | Es el hijo de un miembro de la Asamblea Nacional. Vive su vida según el plan de su padre y no a lo que él quiere hacer. Aunque parece perfecto, con buena apariencia y proveniente de una familia distinguida, se le dificulta expresar sus sentimientos. Sin embargo esto cambia, cuando se traslada a una nueva escuela y conoce a un grupo de amigos que se volverán una parte importante de su vida y quienes lo ayudaran a desenvolverse, enfrentar sus verdaderas emociones y aceptarlas. |
| Noh Jong-hyun          | Min Cein               | Es un joven que aunque no habla mucho y parece frío en realidad tiene una personalidad cálida y un corazón de oro. A donde quiera que va, lo persiguen atroces rumores, entre ellos: que prendió fuego a su casa o que mató a su propia madre. El único lugar donde puede encontrar consuelo después de perder a su madre, quien significaba el mundo para él, es tocando el piano. Y gracias al apoyo de su amigo Jeha, quien lo acepta tal cual como es y sin prejuicios,Cein puede curar el dolor y la inseguridad que lo ha perseguido desde su infancia, reconociendo su pasado problemático y superando su dolor. |
| Ahn Ji-ho              | Jung Hosu              | Es un joven prodigio de la danza que aunque tiene una actitud optimista y positiva ante la vida, en el pasado fue abandonado por su madre en un parque de diversiones cuando era pequeño. A pesar de haber pasado por esa horrible experiencia, Hosu mantiene una brillante energía y contagiosa. |
| Seo Young-joo          | Kim Dogeon             | Es un joven con un sentido fuerte de responsabilidad que desea tener una vida normal por encima de todo. Proviene de un entorno familiar pobre y debido a sus terribles circunstancias tiene una idea de lo difícil que puede llegar a ser el mundo real antes que sus compañeros. Sin embargo, esto lo ha ayudado a convertirse en una persona responsable que realiza varios trabajos de medio tiempo y al mismo tiempo mantiene uno de los mejores puntajes académicos. |
| Kim Yoon-woo           | Park Haru              | Es un joven con una sonrisa brillante, sin embargo detrás de este encanto, esconde un trauma que sufrió durante su infancia, lo cual ha ocasionado que su familia lo sobreproteja y le de una educación decorada con mentiras, provocando que Haru luche por tener un sentido de identidad propia. |
| Jung Woo-jin           | Kim Jooan              | Es un joven que vive con su padre alcohólico. En el pasado su padre era un hombre amable que a menudo jugaba con él, sin embargo esto cambia después de que su madre los abandona. A pesar de esto, Jooan todavía cree que él puede volver a ser el padre amoroso que alguna vez fue y que su madre algún día regresará. |
| Jeon Jin-seo           | Jeon Jeha              | Es un joven que se muestra insensible ante la vida y la muerte, esto debido a que ha vivido y crecido dentro de una familia inestable e insegura. Nunca haber experimentado la felicidad y continuamente se encuentra cuestionando el propósito de la vida y la razón detrás de su propia existencia. A pesar de esto, es buen amigo de Cein a quien no juzga y ayuda a recuperar su confianza. |

| Personajes secundarios | Personajes secundarios | Personajes secundarios |
| Actor                  | Personaje              | Notas |
| ---------------------- | ---------------------- | --- |
| Jung Sung-il           | Kim Changjun           | Padre de Kim Hwan. Se fue a Seúl por su éxito como político, pero regresó a Songju-si después de un continuo fracaso. Odia que Hwan pase el tiempo con esos chicos y le obliga a mantenerse alejado de ellos.                        |
| Kim Nam-hee            | Song Junho             | El secretario de Kim Changjun. Ayuda a Hwan a que pase su tiempo con los chicos, pero al mismo tiempo, ejerce el poder como si fuera Changjun.                                                                                       |
| Nam Myeong-ryeol       | Koo Hyunbok            | Director de la escuela secundaria Songju Cheil. Parece amable y gentil por fuera pero lleno de maldad por dentro. Hace que los seis niños se mantengan alejados de Hwan y ataca en su trauma y sus debilidades.                      |
| Woo Hee-jin            | Hwang Seoyoon          | Madre de Jeon Jeha. Divorciado debido a la falta de dinero, se volvió a casar debido a ello. No intenta comprender la situación de Jeha, sino que quiere que Jeha entienda la situación de ella.                                     |
| Sung Ji-ru             | Teacher Lead           | Profesor líder de la escuela secundaria Songju Cheil. Discrimina a los estudiantes pobres, mientras castiga con más dureza a aquellos estudiantes y deja ir a los estudiantes ricos.                                                 |
| Kim Young-woong        | Kim Seonghoon          | Padre alcohólico de Kim Jooan. Es uno de los mejores padres cuando no bebe, pero se vuelve violento y lastima a Jooan cada vez que lo hace.                                                                                          |
| Lee Hang-na            | Shim Seonmi            | Madre de Park Haru que está obsesionada con la reputación de su familia. Ella hace la vista gorda cuando Haru necesita ayuda debido a su mala reputación y oculta a los demás el hecho de que Haru está en un hospital psiquiátrico. |
| Yoo Yeo-woon           | Choi                   | Un niño que se queda en el mismo hospital psiquiátrico que Haru. Está oculto tras un velo. |

## Episodios
Los episodios empezarón a emitirse los cuatro primero el 30 de abril. Los siguientes 8 se esperan que se publiquen los día 7 y 14 de mayo

### Ratings
Los números en color rojo indican las calificaciones más bajas, mientras que los números en azul indican las calificaciones más altas.

## Producción
El drama fue creado por Chorokbaem Media y HYBE Labels.
La serie también es conocida como Blue Sky (hangul= 푸른 하늘, RR= Peureun Haneul).
El drama será dirigido por Kim Jae-hong, quien contará con el apoyo de los guionistas Kim Soo-jin y Choi Woo-joo.
En diciembre del 2020 se anunció que las filmaciones del drama se habían detenido en octubre del mismo año, pero que serían retomadas en enero del 2021, esto con el objetivo de ajustar los nombres de los personajes en la historia narrativa basada en el universo BTS, ya que originalmente los personajes tendrían los nombres de los miembros del grupo de BTS: Kim Seok-jin, Min Yoon-gi, Jung Ho-seok, Kim Nam-joon, Park Ji-min, Kim Tae-hyung y Jeon Jung-kook. Más tarde, en abril de 2021 se anunció que las filmaciones había comenzado nuevamente.
Finalmente en noviembre del 2021 se anunció que las filmaciones habían finalizado y que se encontraba en la etapa de postproducción para mejorar la calidad del drama, también se anunció que el drama sería transmitido a través de la plataforma global OTT.

## Estreno
La serie fue lanzada el 30 de abril de 2024 por la nueva plataforma Xclusive .